# Oskar Werner
Oskar Werner (ur. 13 listopada 1922 w Wiedniu, w Austrii, zm. 23 października 1984 w Marburgu, w Niemczech) – austriacki aktor.
Laureat Nagrody Stowarzyszenia Nowojorskich Krytyków Filmowych dla najlepszego aktora za rolę lekarza doktora Williego Schumanna w melodramacie Stanleya Kramera Statek szaleńców (1965), za którą zdobył nominację do Oscara dla najlepszego aktora pierwszoplanowego, nagrody BAFTA i Złotego Globu dla najlepszego aktora w filmie dramatycznym. Zwycięzca Złotego Globu dla najlepszego aktora drugoplanowego za rolę Fiedlera w dramacie sensacyjnym Martina Ritta Szpieg, który przyszedł z zimnej strefy (1965), za którą był także nominowany do nagrody BAFTA dla najlepszego aktora pierwszoplanowego.

## Życiorys
Urodził się w Wiedniu. Większość swojego dzieciństwa spędził pod opieką babci, która zabawiała go opowieściami o Burgtheater, austriackim teatrze państwowym, do którego został przyjęty pod pseudonimem Oskar Werner w wieku 18 lat. Jednak jego karierę niemal natychmiast przerwała II wojna światowa. W grudniu 1941 został powołany do Wehrmachtu. Jako zdeklarowany pacyfista i zagorzały przeciwnik narodowego socjalizmu, był zdeterminowany, aby uniknąć awansu w armii. Werner ostatecznie był zmuszony nosić mundur armii niemieckiej Osi, ale przedostał się do służby w KP udając niekompetencję. Ponadto 31 maja 1944 ożenił się z Elizabeth Kalliną, pół–żydowską aktorką, co jeszcze bardziej zagroziło jego życiu. Ich córka, Elinore, urodziła się w 1944. Młoda rodzina spędzała większość czasu w lasach wiedeńskich, ukrywając się przed Rosjanami i Niemcami po ostrzale miasta. 
Pojawił się na ekranie w dramacie Pieniądze spadają z nieba (Geld fällt vom Himmel, 1938) i jako windziarz w Hotel Sacher (1939). Zwrócił na siebie uwagę jako protagonista Guy Montag w dramacie fantastycznonaukowym François Truffauta Fahrenheit 451 (1967). Na początku lat 70. Werner powrócił na scenę i podróżował po Izraelu, Włoszech, Malcie, Francji i Stanach Zjednoczonych. Pojawił się w odcinku Columbo zatytułowanym „Playback” (1975), a rok później zagrał postać profesora Egona Kreislera w dramacie Stuarta Rosenberga Przeklęty rejs (Voyage of the Damned, 1976), za którą otrzymał kolejną nominację do Złotego Globu dla najlepszego aktora drugoplanowego. 
W 1953 doszło do rozwodu z Elizabeth Kalliną. W latach 1954–1968 jego żoną była Ann Power, córka francuskiej aktorki Annabelli i adoptowana córka Tyrone’a Powera. Od 1965 do 1969 był w związku z Dianą Bennett Wanger, córką aktorki Joan Bennett, z którą miał syna Felixa Floriana (ur. 1966).
Werner był alkoholikiem, co w dużym stopniu przyczyniło się do upadku jego zdrowia i kariery. Został obsadzony w roli kapitana Potzdorfa w filmie Stanleya Kubricka Barry Lyndon, a po tygodniu zastąpił go Hardy Krüger z powodu nadużywania alkoholu.
22 października 1984 odwołał odczyt w hotelu Europaischer Hof w Marburgu an der Lahn w Niemczech ze względu na złe samopoczucie. Następnego ranka 23 października znaleziono go martwego. Zmarł na zawał serca w wieku 61 lat. Został pochowany w Liechtensteinie.

## Filmografia
- 1948: Anioł z puzonem jako Herman Alt
- 1949: Eroica jako Karl
- 1951: Decyzja przed świtem jako kapral Karl Maurer
- 1951: The Wonder Kid jako Rudi
- 1955: Lola Montès jako student
- 1955: Ostatni akt jako kapitan Wuest
- 1955: Mozart jako Wolfgang Amadeus Mozart
- 1958: Ein Gewisser Judas (TV) jako Judasz (także reżyser oraz scenarzysta)
- 1962: Jules i Jim jako Jules
- 1965: Statek szaleńców jako Willie Schumann
- 1965: Szpieg, który przyszedł z zimnej strefy jako Fiedler
- 1966: Fahrenheit 451 jako Montag
- 1968: Trzewiki rybaka jako ojciec Dabid Telemond
- 1968: Interlude jako Stefan Zelter
- 1975: Columbo (serial telewizyjny) jako Harold Van Wick
- 1976: Przeklęty rejs jako profesor Egon Kreisler